# Agástenes
En la mitología griega, Agástenes (Ἀγασθένης) era hijo de Augías, y su sucesor como rey de Élide, aunque el gobierno fue compartido con Anfímaco y Talpio. Casado con Peloris, fue padre de Políxeno, uno de los pretendientes de Helena de Troya, el cual reunificó el reino cuando regresó de Troya.
| Predecesor: Augías | Reyes míticos de Élide | Sucesor: Políxeno |